# Acer torreyi
Acer torreyi é uma espécie de árvore do gênero Acer, pertencente à família Aceraceae.